# 莊科
莊科（15世紀—16世紀），字由炬，福建泉州府晉江縣人，明朝政治人物。

## 生平
弘治八年（1495年）乙卯科福建鄉試舉人，授長沙縣教諭，調任平湖，正德五年（1510年）陞開建知縣，任內勤於政事、禮士愛民，興辦學校、開闢田野，瑤族人聚眾攻城，他整合民眾登城拒守，賊人退去後他說：「禦寇之道是安民。」體察民間利害，很快瑤族人也臣服。七年（1512年）調任順德，處事公平從不偏私，安撫縣民人稱和藹，政績奏最入朝擔任南京刑部主事、郎中，外任高州知府，平定流寇後不以為自己功勞。

## 引用
1. 1 2  道光《晉江縣志·卷四十二·人物志·宦績之三》：莊科，字由炬。弘治乙卯舉人，教諭長沙、平湖二學。正德間，擢知開建縣。峒猺嘯聚攻城，科整眾登陴拒之。賊退，科曰：「禦寇之道，安民為本。」乃詢民利害，為之因革，民告便，而猺亦伏。改任順德，歷南京刑部郎中，終高州知府。
2. ↑  道光《肇慶府志·卷十六·宦績》：莊科，晉江人，舉人，正德五年知開建縣，勤於政事、禮士愛民，崇學校、闢田野，興利除害，民懷其惠，未幾移知順德，終高州府知府。 同上（吳志）
3. ↑  咸豐《順德縣志·卷二十一·列傳一》：莊科，福建晉江人，舉人，來粵初令開建，地瘠民貧能以介自守，有賢能稱，旋改順德，益展驥足，處事公平、無稍偏私，開悃撫循民稱豈弟，循績奏最遷南京刑部主事，復外擢官高州知府。
4. ↑  光緒《高州府志·卷二十五·宦績傳》：莊科，晉江人，由舉人任開建知縣，正德七年以賢能改順德，陞南京刑部主事，厯高州知府，卓有政聲；山寇發，請兵剿平之，不以為功。 阮通志